# Монтемарано
Монтемара̀но (на италиански: Montemarano) е малко градче и община в Южна Италия, провинция Авелино, регион Кампания. Разположено е на 820 m надморска височина. Населението на общината е 3090 души (към 2010 г.).